# أرييل وينشتاين
أرييل وينشتاين هو كاتب وصحفي وسياسي إسرائيلي، ولد في 2 مايو 1932 في القدس في إسرائيل، وتوفي في 10 مارس 1996 في إسرائيل. نشط حزبياً في ليكود.

## مناصب
- انتخب عضو الكنيست [الإنجليزية]‏ وقد انضم خلال فترته النيابية  [لغات أخرى]‏ (13 أغسطس 1984 – 21 نوفمبر 1988) للكتلة البرلمانية ليكود.
- انتخب عضو الكنيست [الإنجليزية]‏ وقد انضم خلال فترته النيابية  [لغات أخرى]‏ (21 نوفمبر 1988 – 13 يوليو 1992) للكتلة البرلمانية ليكود.
- انتخب عضو الكنيست [الإنجليزية]‏ وقد انضم خلال فترته النيابية [الإنجليزية]‏ (30 ديسمبر 1993 – 10 مارس 1996) للكتلة البرلمانية ليكود.
- انتخب عضو الكنيست [الإنجليزية]‏ وقد انضم خلال فترته النيابية  [لغات أخرى]‏ (18 أكتوبر 1982 – 13 أغسطس 1984) للكتلة البرلمانية ليكود.